# Chiloglottis jeanesii
Chiloglottis jeanesii är en orkidéart som beskrevs av David Lloyd Jones. Chiloglottis jeanesii ingår i släktet Chiloglottis och familjen orkidéer. Inga underarter finns listade i Catalogue of Life.